# パトリック・カールグレン
パトリック・カールグレン（スウェーデン語: Patrik Carlgren, 1992年1月8日 - ）は、スウェーデン・ファールン出身のサッカー選手。

## 経歴
Samuelsdals IFでサッカーを始め、ファールFK、IKブラゲを経て、2013年7月11日にAIKに移籍した。2014年5月8日、ハルムスタッズ戦でアルスヴェンスカンデビューを飾った。
2015年6月30日、UEFA U-21欧州選手権2015決勝でポルトガルと対戦し、PK戦でエスガイオとカルヴァーリョのシュートを止め、スウェーデン代表の初優勝に貢献した。
2016年1月、フィンランド戦でスウェーデン代表デビューを飾った。同年、UEFA EURO 2016のメンバーに選出された。
2017年2月10日、ノアシェランに移籍した。

## タイトル

### クラブ
コンヤスポル
- TFFスュペル・クパ：1回
  - 2017

### 代表
U-21スウェーデン代表
- UEFA U-21欧州選手権：1回
  - 2015